# Vörå

Voormalig wapen van Vörå

Vörå (Fins: Vöyri) is een gemeente in de Finse provincie West-Finland en in de Finse regio Österbotten. De gemeente heeft een landoppervlakte van 782,14 km² en telt 6.287 inwoners (2022).
Vörå is een tweetalige gemeente met Zweeds als meerderheidstaal (± 85%) en Fins als minderheidstaal.
In 2007 is de toenmalige gemeente gefuseerd samen met de andere gemeente Maxmo en hebben de fusiegemeente Vörå-Maxmo gevormd, 4 jaar later is die gemeente gefuseerd met de andere gemeente Oravais waardoor de  fusiegemeente gevormd werd.